# پویواننیوق
پویواننیوق (به اسپانیایی: Puywanniyuq) یک کوه در پرو است که در منطقه آیاکوچو واقع شده‌است. پویواننیوق ۴٬۴۰۰ متر بالاتر از سطح دریا واقع شده‌است.